# بيرنوفي
بيرنوفي هي قرية في مقاطعة تشيرنيفتسي في أوكرانيا.

## معرض الصور

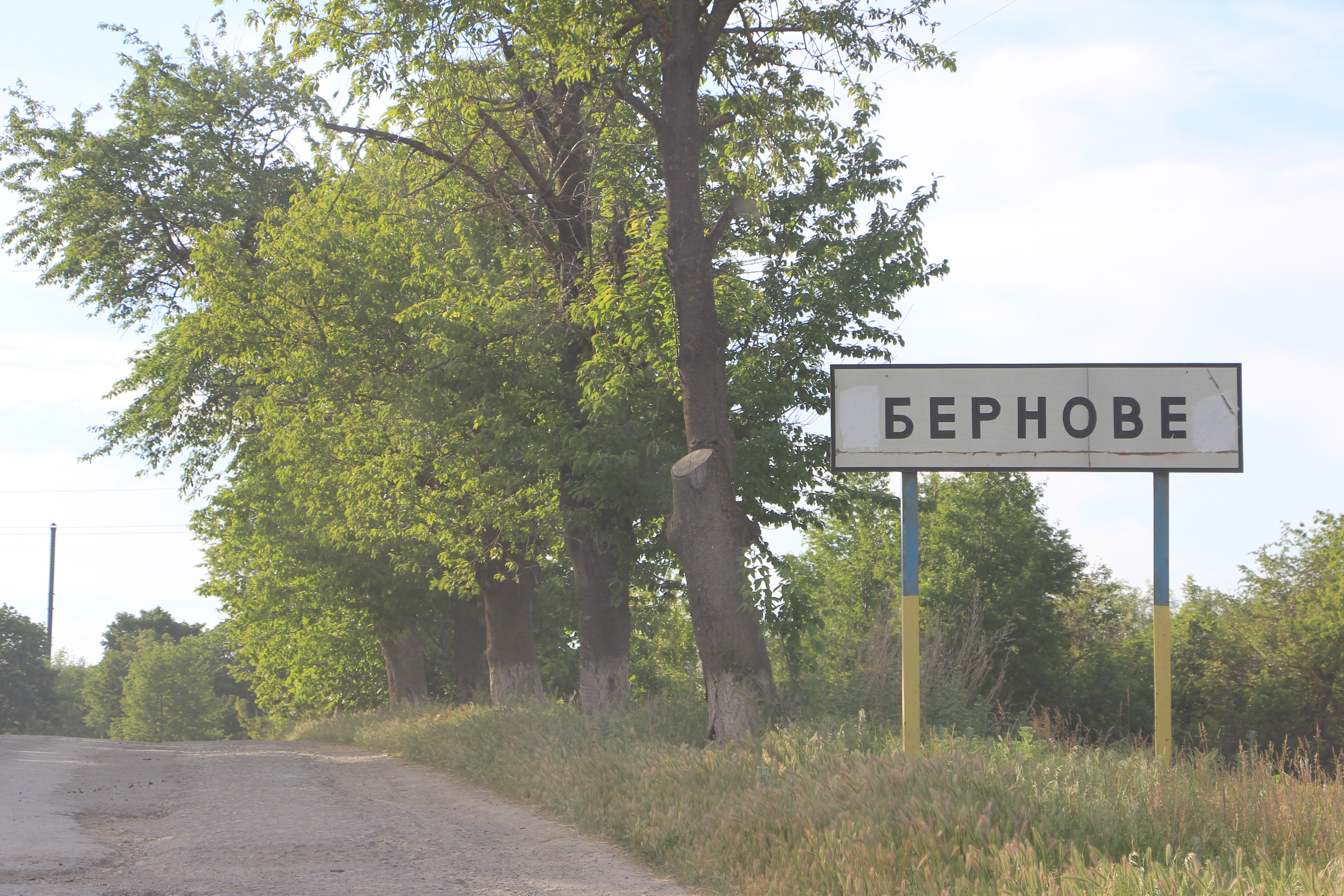
مدخل القرية
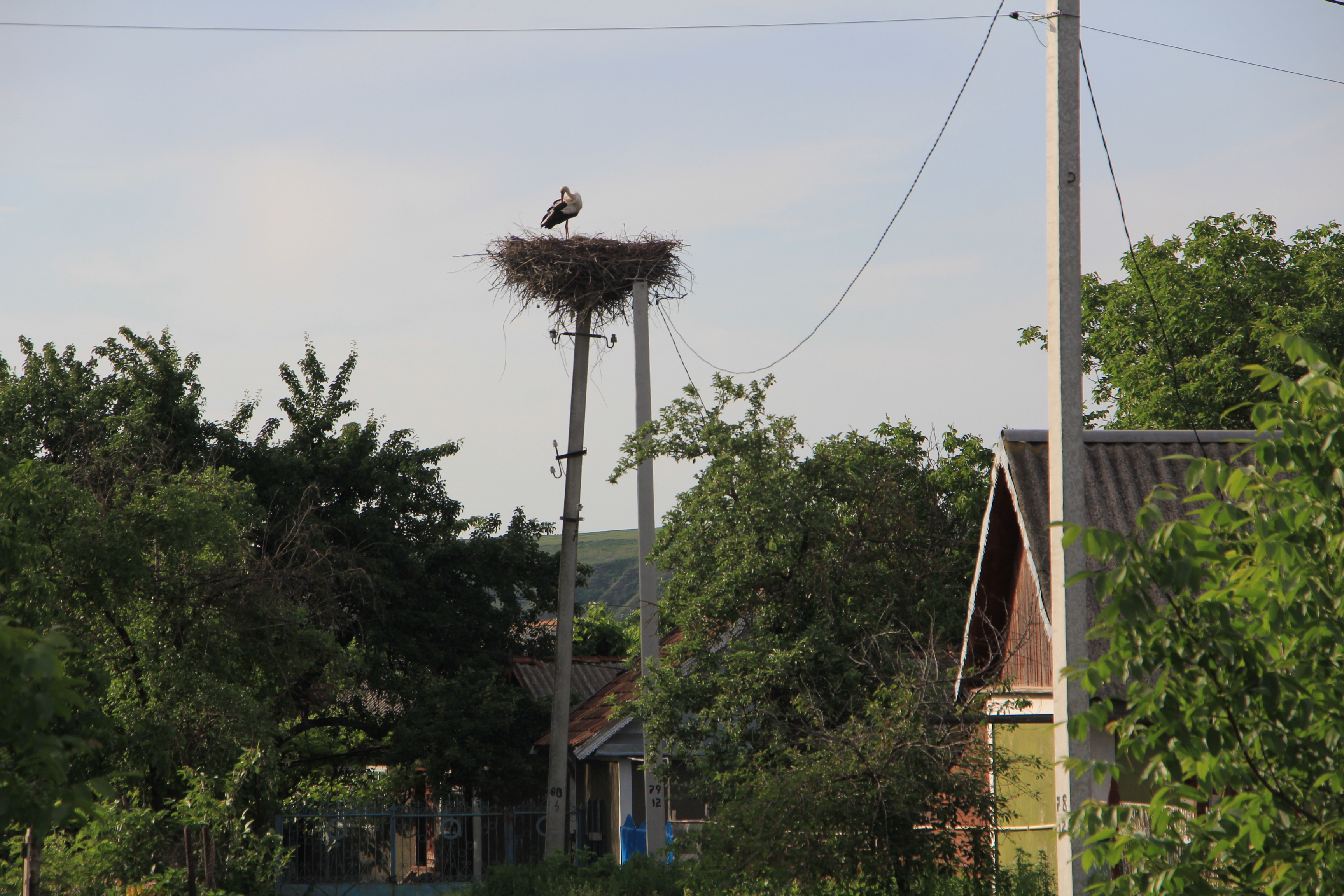
طائر وعشه
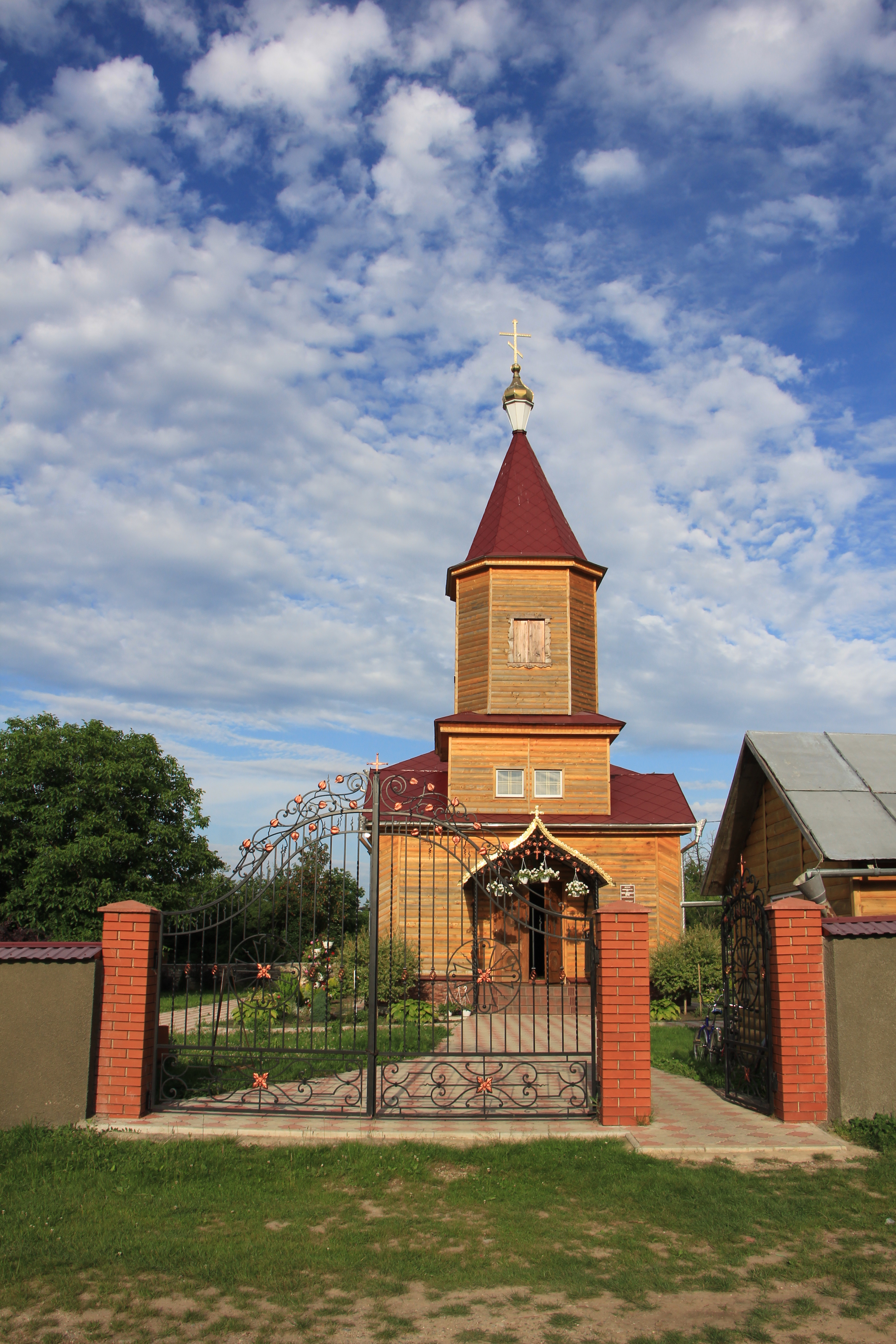
كنيسة القديس دميتري
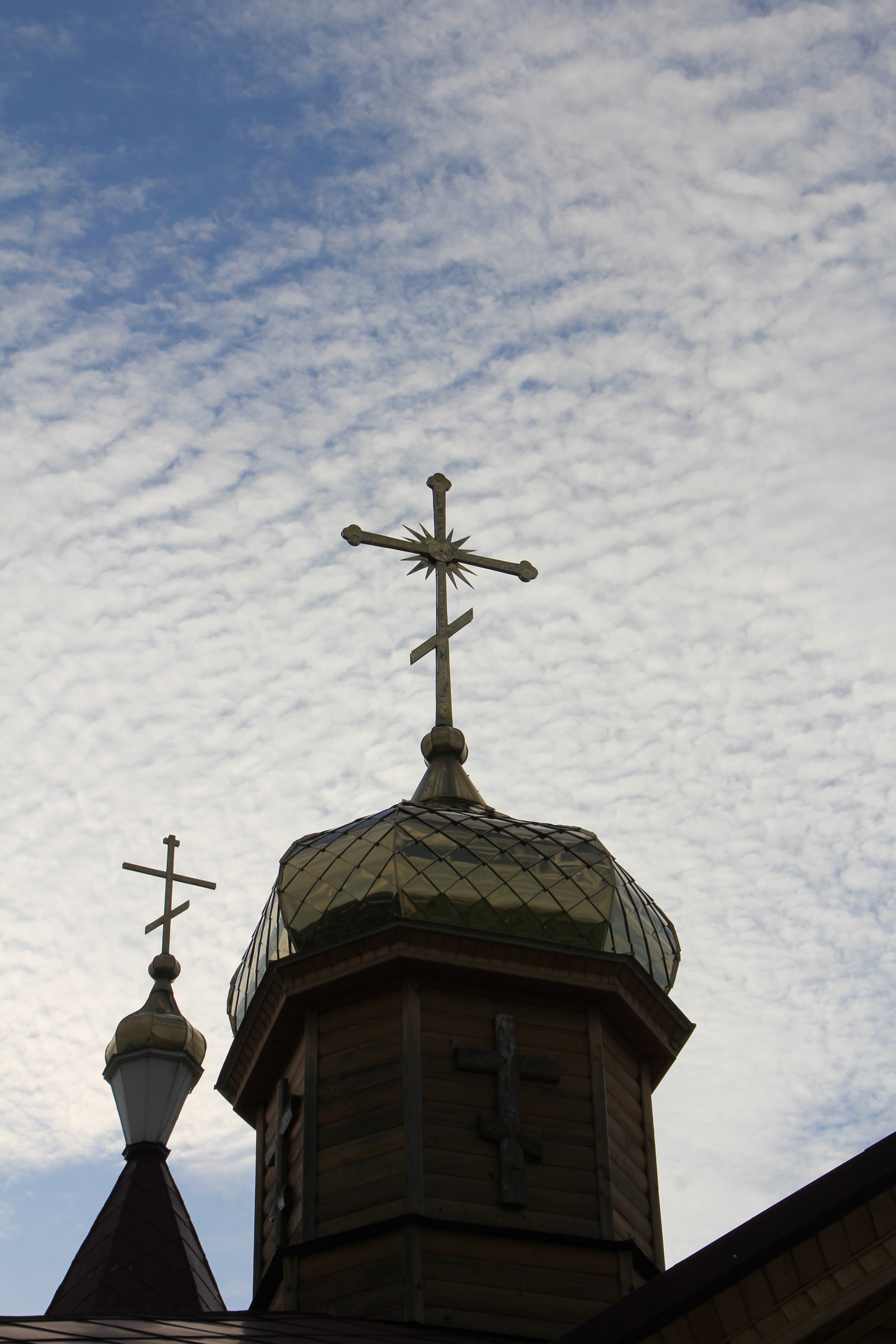
كنيسة
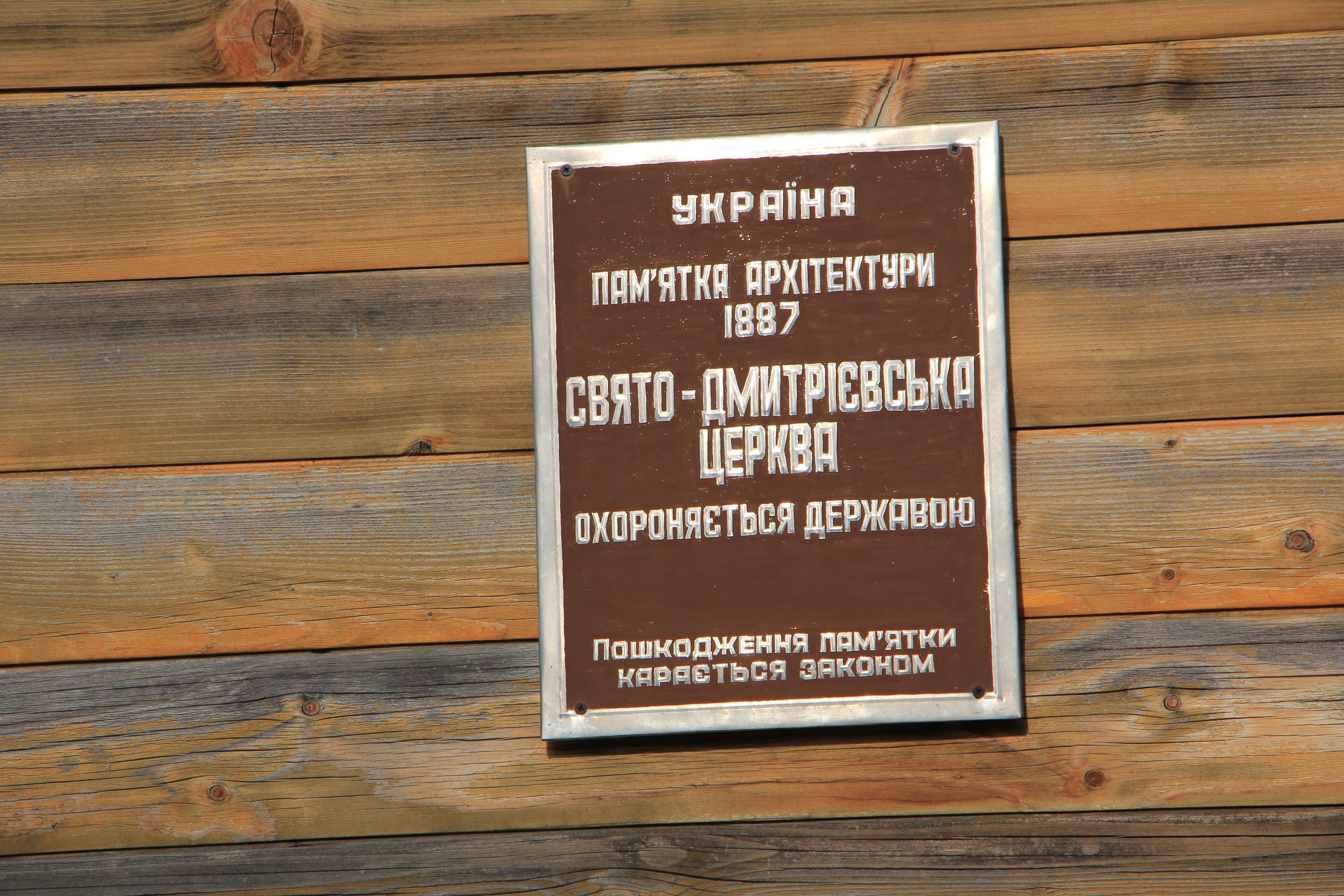
كنيسة
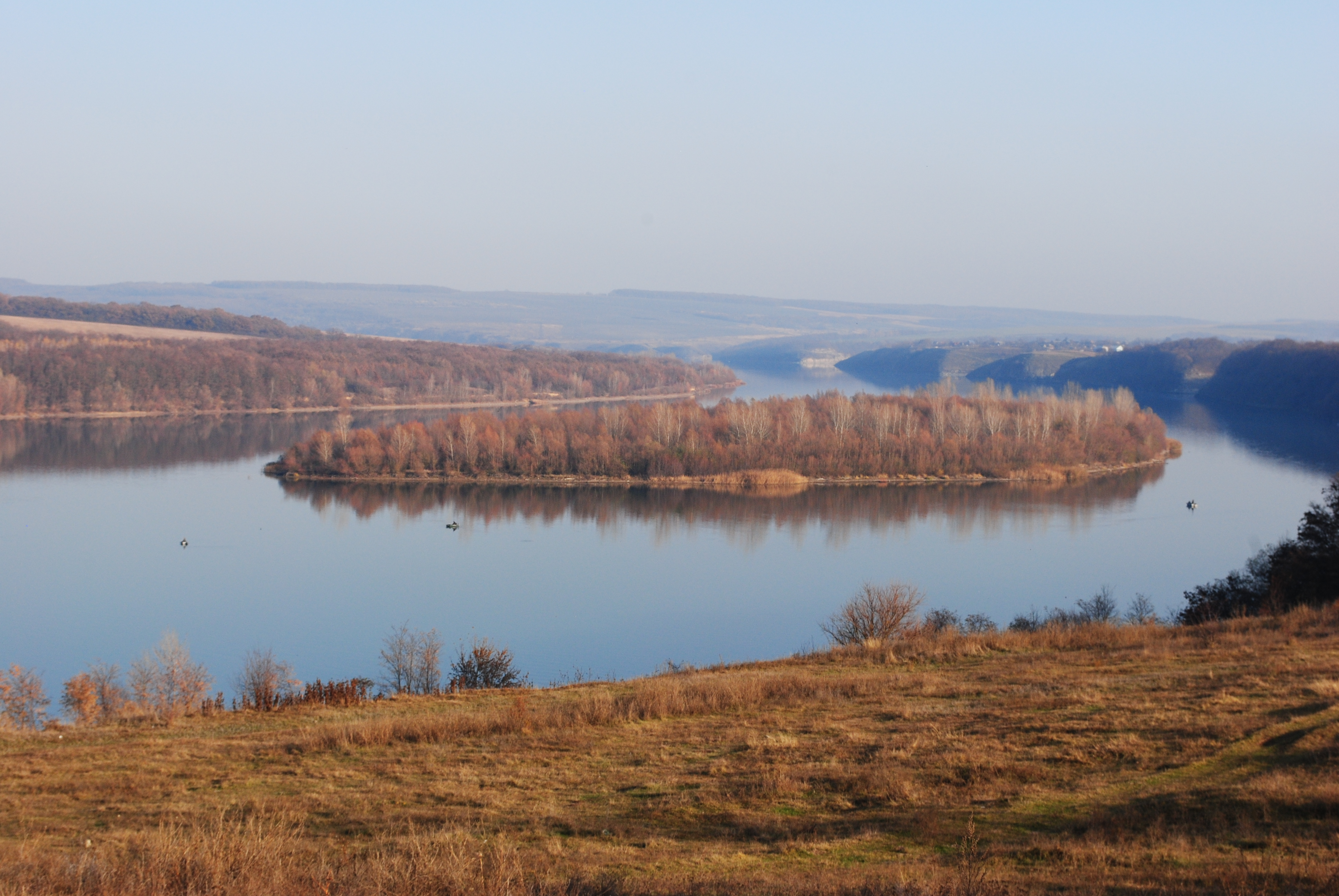
جزيرة برنيفسكي [الأوكرانية]